# Josephine Giard
Josephine Giard (Rostock, 1996. március 22. –) német női labdarúgó, aki jelenleg a Celtic játékosa.

## Pályafutása
Az FSV Gütersloh saját nevelésű játékosa. 2013. szeptember 1-jén a Hallescher ellen góllal mutatkozott be a felnőttek között a 4–0-ra megnyert kupa mérkőzésen. Egy héttel később a bajnokságban a VfL Wolfsburg II ellen debütált a másodosztályban. November 10-én a Hohen Neuendorf ellen a bajnokságban is megszerezte első gólját. 2018. február 23-án igazolt a skót Celtic csapatához. Két nappal később a St. Johnstone ellen mutatkozott be.

## Statisztika
2018. április 20-i állapotnak megfelelően.
| Klub             | Osztály          | Szezon           | Bajnokság | Bajnokság | Kupa  | Kupa  | Ligakupa | Ligakupa | Nemzetközi | Nemzetközi | Összesen | Összesen |
| Klub             | Osztály          | Szezon           | Mérk.     | Gólok     | Mérk. | Gólok | Mérk.    | Gólok    | Mérk.      | Gólok      | Mérk.    | Gólok    |
| ---------------- | ---------------- | ---------------- | --------- | --------- | ----- | ----- | -------- | -------- | ---------- | ---------- | -------- | -------- |
| FSV Gütersloh    | Bundesliga 2     | 2013–14          | 19        | 1         | 2     | 1     | —        | —        | —          | —          | 21       | 2        |
| FSV Gütersloh    | Bundesliga 2     | 2014–15          | 21        | 6         | 4     | 3     | —        | —        | —          | —          | 25       | 9        |
| FSV Gütersloh    | Bundesliga 2     | 2015–16          | 17        | 3         | 1     | 0     | —        | —        | —          | —          | 18       | 3        |
| FSV Gütersloh    | Bundesliga 2     | 2016–17          | 20        | 9         | 2     | 0     | —        | —        | —          | —          | 22       | 9        |
| FSV Gütersloh    | Bundesliga 2     | 2017–18          | 10        | 14        | 2     | 2     | —        | —        | —          | —          | 12       | 16       |
| Összesen         | Összesen         | Összesen         | 87        | 33        | 11    | 6     | 0        | 0        | 0          | 0          | 98       | 39       |
| Celtic           | SWPL 1           | 2018             | 7         | 4         | 0     | 0     | 3        | 3        | —          | —          | 10       | 7        |
| Összesen         | Összesen         | Összesen         | 7         | 4         | 0     | 0     | 3        | 3        | 0          | 0          | 10       | 7        |
| Karrier összesen | Karrier összesen | Karrier összesen | 94        | 37        | 11    | 6     | 3        | 3        | 0          | 0          | 108      | 48       |